# 朱季境
岳陽恭僖王朱季境（1414年—1463年），明朝楚藩第二代岳陽王，岳陽悼惠王朱孟爟的嫡長子。

## 生平
宣德五年（1430年），朱季境襲封岳陽王。
天順七年（1463年），朱季境去世，享年五十歲，諡號恭僖。無子，封爵被廢除，朝廷每年給其妃妾家口食米三百石。其弟镇国将军朱季墀的儿子辅国将军朱均锽屡次上表请求袭封，都被驳回，最后仅获准奉祀岳阳王府。

## 家庭

### 妻
- 蔡氏，武昌护卫百户蔡瑢女，正統元年（1436年）冊為岳陽王妃[4]